# Retrô FC Brasil
Retrô FC Brasil is een Braziliaanse voetbalclub uit Camaragibe in de staat Pernambuco. 

## Geschiedenis
De club werd opgericht in 2016 en werd in 2019 een profclub. Datzelfde jaar nam de club deel aan de Série A2 van de staatscompetitie. De club bereikte daar uiteindelijk de titelfinale, die ze verloren van Decisão, na strafschoppen. Echter promoveerde de club wel als vicekampioen. In de hoogste klasse werd de club meteen derde in de eerste fase waardoor ze zich voor de tweede fase plaatsten. Hier verloren ze van Afogados. De club plaatste zich zo zowel voor de Copa do Brasil 2021 als de nationale Série D. In de Copa do Brasil versloeg de club Série B-club Brusque en verloor dan in de tweede ronde pas na straschoppen van het grote Corinthians. In de Série D bereikte de club de tweede ronde, waarin ze verloren van ABC. In 2022 plaatste de club zich eigenlijk niet voor de Série D, maar omdat Salgueiro zich terugtrok en Vera Cruz verzaakte mocht de club toch aantreden. De club werd groepswinnaar, maar verloor dan in de tweede ronde van Santa Cruz. In de staatscompetitie had de club dat jaar de titelfinale bereikt, die ze verloren van Náutico. 
Ook in 2023 werd de club vicekampioen, nu verloren ze de finale van Sport. In de Série D van dat jaar verloor de club in de derde fase van Maranhão. In 2024 bereikte de club de finale van de Série D en won deze van Anápolis. De club was zo de eerste club uit de staat die de titel in de Série D kon veroveren en promoveerde naar de Série C. 

## Erelijst
Campeonato Brasileiro Série D
2024
ABC · 
Anápolis · 
Botafogo-PB · 
Brusque ·
Caxias · 
Confiança ·
CSA · 
Figueirense · 
Floresta · 
Guarani · 
Itabaiana · 
Ituano ·
Londrina · 
Maringá · 
Náutico · 
Ponte Preta · 
Retrô · 
São Bernardo · 
Tombense · 
Ypiranga de Erechim